# Schinus odonellii
Schinus odonellii är en sumakväxtart som beskrevs av Fred Alexander Barkley. Schinus odonellii ingår i släktet Schinus och familjen sumakväxter. Inga underarter finns listade i Catalogue of Life.